# Cassidispa simplex
Cassidispa simplex es un coleóptero de la familia Chrysomelidae.
Fue descrita científicamente en 1931 por Uhmann.